# Hubbsina turneri
Hubbsina turneri és una espècie de peix de la família dels goodèids i de l'ordre dels ciprinodontiformes.

## Morfologia
- Els mascles poden assolir 5 cm de longitud total i les femelles 6,5.[1][2]

## Hàbitat
És un peix d'aigua dolça, de clima tropical (23 °C-26 °C) i bentopelàgic.

## Distribució geogràfica
Es troba a la conca del riu Lerma (Mèxic).

## Observacions
És inofensiu per als humans.